# 間麗魚
間麗魚（学名：Cichla intermedia）為輻鰭魚綱鱸形目隆頭魚亞目慈鯛科的其中一種，分布於南美洲奧里諾科河流域，本魚主要特徵：稚魚體側中央具一深色條紋，幼魚及成魚在體冊具有6-7個黑色斑塊相連接所形成的不規則條紋，體長可達55公分，棲息在岩石底質、流動快速的溪流，以魚類為食，生活習性不明。
其种加词“intermedia”意为“中间的”。